# 13 secretos impactantes que desearías nunca saber sobre Lemony Snicket
13 Secretos Impactantes que desearías nunca saber sobre Lemony Snicket es un folleto promocional el cual contiene información sobre El fin, 13 secretos sobre Lemony Snicket, e información nueva sobre los libros anteriores. Fue distribuido a través de la lista de envíos del AuthorTracker de HarperCollins, y en el sitio oficial en inglés:Lemony Snicket website.
El número 13, el último secreto sobre Lemony Snicket solo puede ser encontrado decifrando un enigma. El enigma puede ser descifrado utilizando las letras encerradas en círculo de las palabras a las que le faltan letras en el folleto. Estas letras faltantes pueden ser encontradas en cualquiera de los libros en la versión inglesa de Una serie de catastróficas desdichas. Llenando los espacios en blanco encerrados en círculos, el secreto impactante número 13 sobre Lemony Snicket dice: He is finished. Traducción: "Él termina". Al día siguiente, HarperCollins le reveló a la prensa que Lemony Snicket ya había terminado de escribir el último libro, El fin.  El secreto final provocó un gran eco que llega hasta la carta final dirigida a los lectores que siempre aparece en cada libro, en este caso en 'El fin' 
Secreto Impactante #1: Lemony Snicket no es quien crees que es.
Secreto Impactante #2: Lemony Snicket es uno de tres hermanos.
Secreto Impactante #3: La sobrina de Lemony Snicket es huérfana.
Secreto Impactante #4: Lemony Snicket es buscado por delito de incendios.
Secreto Impactante #5: Lemony Snicket creció junto con un terrible villano.
Secreto Impactante #6: Lemony Snicket acudía a un internado.
Secreto Impactante #7: Cuando era bebé, Lemony Snicket fue raptadó por una organización secreta.
Secreto Impactante #8: Lemony Snicket fue despedido de El Diario Punctilio.
Secreto Impactante #9: Lemony Snicket ayudó a Beatrice a cometer un grave crimen antes de su muerte.
Secreto Impactante #10: Lemony Snicket se encontraba disfrazado como torero cuando fue capturado.
Secreto Impactante #11: El trabajo de Lemony Snicket esta lleno de mensajes secretos para sus asociados.
Secreto Impactante #12: Lemony Snicket tiene el tatuaje de un ojo en el tobillo.
Secreto Impactante #13: Ya terminó.
- PDF

- Datos: Q3474001